# Vincenzo Micocci
Vincenzo Micocci (Roma, 22 maggio 1923 – Roma, 5 novembre 2010) è stato un produttore discografico e talent scout italiano.

## Biografia
Vincenzo Micocci è stato uno dei più celebri discografici italiani: ha lavorato come direttore artistico alla RCA Italiana e alla Dischi Ricordi, dopodiché è stato il fondatore della Parade, della It e della Una sors coniunxit.

### L'ingresso nel mondo discografico
L'interesse di Vincenzo Micocci verso la musica inizia sin dall'infanzia, quando ascolta alla radio le poche incisioni di jazz che arrivano in Italia in quegli anni.
Dopo la maturità tecnica, per potersi pagare l'Università (dove studia alla facoltà di Lettere) inizia a lavorare presso il negozio di dischi dello zio ("Musicalradio", in via delle Convertite a Roma), occupandosi in particolar modo degli acquisti, e quindi trattando in prima persona con gli agenti delle case discografiche: ed è proprio l'agente della RCA a segnalare Micocci a Ennio Melis, il direttore della casa discografica, per via del quantitativo di dischi venduti (superiori alla media di altri negozi) e soprattutto per il "fiuto" che dimostra, richiedendo moltissime copie di dischi di artisti come Harry Belafonte e Perry Como (entrambi distribuiti in Italia dalla RCA), ancora poco conosciuti in Italia ma che successivamente ebbero successo; Micocci viene assunto dalla casa discografica nel 1956.
Il primo incarico che gli dà Melis è quello di quantificare le copie di dischi di importazione da stampare, ma di fronte ad una serie di previsioni azzeccatissime (Belafonte in Italia venderà, tra il 1956 e il 1957, circa 500 000 copie) lo nomina direttore artistico, ed insieme pianifica l'attività per gli anni successivi: si decide quindi di dare il via alla costruzione di nuovi studi di registrazione (che avranno sempre sede in via Tiburtina, e che saranno inaugurati alla fine del 1961), si assumono come arrangiatori alcuni giovani musicisti (alcuni appena diplomati al Conservatorio Santa Cecilia di Roma, come Ennio Morricone, altri con esperienze in altre case discografiche, come Luis Bacalov, e si decide di sviluppare l'acquisizione di giovani cantanti italiani, per sviluppare in maniera maggiore il catalogo nazionale: tra i primi che vengono messi sotto contratto da ricordare Gianni Meccia (per cui viene coniato il termine cantautore), Nico Fidenco e Edoardo Vianello.
Nel portare avanti queste attività, Micocci non trascura la sua passione, il jazz, e riesce ad aprire e gestire una collana apposita che stampa in Italia molte incisioni americane di grandi artisti (come Jelly Roll Morton), alcune inedite per l'Italia, ma anche dischi di jazzisti italiani come Romano Mussolini o il romano Nunzio Rotondo.

### Altre attività
Nel frattempo Micocci continua la sua attività extra di giovane appassionato di musica, specialmente jazz: inizia a scrivere come critico musicale per le riviste Fiera letteraria e L'Espresso, e nel 1958 pubblicherà per le edizioni Cappelli di Bologna il fondamentale volume "Il libro del jazz", scritto insieme a Salvatore Biamonte e ripubblicato più volte nel corso dei decenni successivi, e sempre con Biamonte condurrà in quegli anni la celebre trasmissione radiofonica "Il Discobolo", ricordata anche da Francesco De Gregori nella canzone "Rollo & His jets".
Lavorerà per la radio in molte altre trasmissioni, tra la fine degli anni cinquanta e i primi anni sessanta; da ricordare Il cielo non può attendere, Quattro passi fra la musica e Occasione in musica

### I successi alla RCA
Gli artisti scoperti e messi sotto contratto per la RCA da Micocci riscuotono un grandissimo successo, e i loro dischi diventano i più venduti in Italia in quegli anni; in particolare ricordiamo Il barattolo e Il pullover di Gianni Meccia e Legata a un granello di sabbia di Nico Fidenco (che supera le cinquecentomila copie), a cui bisogna aggiungere le prime colonne sonore composte da Carlo Rustichelli (celebre quella per il film Un maledetto imbroglio, con la bella canzone Sinnò me moro), Piero Umiliani ed Ennio Morricone.
Il 1962 è un anno pieno di soddisfazioni per Micocci: infatti alla fine del 1961 sono stati inaugurati gli studi di registrazione della RCA, siti in via Tiburtina, studi all'avanguardia che verranno quindi usati anche da artisti di altre case discografiche, e nello stesso anno Micocci mette sotto contratto due giovani promesse (che negli anni successivi domineranno le classifiche di vendita), la torinese
Rita Pavone e Gianni Morandi.
Proprio a causa di questi successi, poiché il suo nome inizia a diventare noto nell'ambiente discografico, la Dischi Ricordi gli fa la proposta di sostituire come direttore artistico Nanni Ricordi, che per alcuni dissidi ha abbandonato la casa discografica di cui pochi anni prima era stato fondatore: Micocci accetta e si trasferisce a Milano.

### Il passaggio alla Ricordi
La Ricordi sta attraversano un periodo di crisi dopo l'abbandono di Nanni Ricordi (a cui ha fatto seguito l'abbandono del suo collaboratore Franco Crepax, che è passato alla CGD - Compagnia Generale del Disco), e molti artisti come Sergio Endrigo, Gino Paoli, Luigi Tenco (che prima realizza con Micocci Mi sono innamorato di te) ed Enzo Jannacci hanno abbandonato la casa discografica (Paoli ed Endrigo seguiranno Nanni Ricordi alla RCA dove, curiosamente, verrà chiamato proprio per sostituire Micocci).
Il nuovo direttore artistico adotta una duplice strategia: da un lato valorizza alcuni artisti che, fino a quel momento, hanno avuto un ruolo di secondo piano all'interno dell'etichetta, come Ornella Vanoni, dall'altro ricerca e mette sotto contratto alcune nuove promesse che raggiungono presto il successo, come Wilma Goich con Le colline sono in fiore e, soprattutto, il romano Roberto Satti che, con il nome d'arte di Bobby Solo, partecipa al Festival di Sanremo 1964 con quella che diventa in poche settimane il disco più venduto nella storia italiana fino a quel momento (e il primo a superare il milione di copie) Una lacrima sul viso.
Con l'esplosione del beat, Micocci intuisce il seguito che i complessi hanno presso i giovani, e mette sotto contratto alcuni nuovi esponenti di questo genere, come i Dik Dik e i Quelli, strappando inoltre ad una casa discografica rivale, la Vedette, quello che diventa il gruppo simbolo del beat italiano: l'Equipe 84.
Ma il richiamo della città di origine è forte, per cui Micocci decide di ritornare a Roma, e nella primavera del 1966 si dimette da direttore artistico della Ricordi.

### La Parade
Il progetto di Micocci è da un lato quello di continuare la ricerca di nuovi talenti, dall'altro quello di diffondere discograficamente le grandi colonne sonore, mettendosi però in proprio: contatta quindi alcuni personaggi del mondo musicale conosciuti negli anni precedenti e, con Ennio Morricone, Nico Fidenco e il paroliere Carlo Rossi fonda una nuova casa discografica, la Parade.
E ancora una volta il suo fiuto nello scoprire nuovi talenti non lo inganna: uno dei primi 45 giri pubblicati è infatti quello di un giovane cantautore napoletano, che si chiama Edoardo Bennato; in particolare Micocci è rimasto colpito dalla canzone Era solo un sogno, ed aveva provato a contattare Bobby Solo per proporgliela ma, poiché l'artista romano non è interessato, il disco viene pubblicato dalla Parade.
L'attività continua negli anni successivi, e tra gli artisti scoperti e lanciati sono da citare il gruppo napoletano degli Alunni del Sole, la cantante casertana Nancy Cuomo e i Chetro & Co. di Ettore De Carolis, uno dei primi gruppi psichedelici italiani.
All'inizio del 1970, però, la casa discografica chiude: come ha raccontato lo stesso Micocci in molte interviste, la Parade era rappresentata da un avvocato che aveva il vizio del gioco e fece sparire del denaro, per cui i soci decisero la chiusura dell'azienda.
Micocci decide di ritentare l'esperienza come discografico, ma appoggiandosi ad una grande casa discografica che da un lato gli garantisca una distribuzione capillare del prodotto e dall'altro possa rilevare i contratti degli artisti più promettenti: nasce così la It.

### La It
Micocci decide di fondare la It dopo aver preso degli accordi con Ennio Melis, in maniera tale che la RCA distribuisca i dischi della It (e della Mark Tre, sottoetichetta della casa madre): l'accordo prevede che, qualora lo ritenga opportuno, la casa madre possa rilevare il contratto e il catalogo degli artisti giudicati più promettenti.
Per la registrazione dei dischi si accorda invece con una vecchia conoscenza dei primi anni sessanta, Edoardo Vianello, che nello stesso anno ha aperto una sua casa discografica, l'Apollo Records, con uno studio di registrazione di sua proprietà, chiamato Studio 38 (dove verranno registrati moltissimi dischi pubblicati dalla It).

Vincenzo Micocci nel 1982 con alcuni artisti della IT e della Una; tra di essi vi sono Mario Castelnuovo a sinistra del cartellone, alla destra Goran Kuzminac, Gaio Chiocchio a fianco di Castelnuovo, Amedeo Minghi seduto davanti a Micocci, Lando Fiorini alla sinistra di Minghi e a destra i componenti del gruppo Stradaperta

Per Micocci gli anni settanta diventano il periodo della scoperta dei cantautori, in particolar modo quelli della cosiddetta scuola romana: la It mette sotto contratto tra il 1970 e il 1971 alcuni nomi di giovani sconosciuti come Francesco De Gregori, Antonello Venditti, Giorgio Lo Cascio, Rosalino Cellamare, e in molti casi la RCA rileva il contratto e ristampa i dischi, a volte con differenze grafiche (è il caso, ad esempio, di Theorius Campus di Francesco De Gregori e Antonello Venditti, di L'orso bruno di Venditti o di Alice non lo sa di De Gregori.
Coadiuvato dal direttore artistico Michele Mondella (che in seguito passerà anche lui alla RCA), Micocci espande il settore di azione della sua casa discografica al jazz, pubblicando i dischi del sassofonista Mario Schiano, al rock progressivo con la pubblicazione dei dischi dei Pierrot Lunaire e dell'opera rock Eliogabalo, scritta dal torinese Emilio Lo Curcio, ma anche alle canzoni cantate da attori come Nino Manfredi (uno dei più grandi successi di vendita è la versione di Tanto pe' cantà  di Ettore Petrolini eseguita dall'attore romano) o Laura Betti, o a giovani interpreti come Fiorella Mannoia.
Non tralascia, però, la canzone d'autore, e tra i nomi nuovi scoperti e lanciati ricordiamo Rino Gaetano, Gianni Togni, Sergio Caputo, Grazia Di Michele, Enzo Carella e, negli anni ottanta, Amedeo Minghi, Mario Castelnuovo, Paola Turci, Stradaperta, e la sua ultima produzione nel 2001 per il duo napoletano Principe e Socio M. con la canzone Targato Na presente al festival di Sanremo.
A partire dalla seconda metà degli anni ottanta affianca alla conduzione dell'azienda il figlio Stefano e Francesco.

### La Una sors coniunxit
Un'altra breve esperienza discografica che ebbe Micocci fu quella con la Una sors coniunxit (nota anche come Una), nata come etichetta per scoprire nuovi talenti della canzone d'autore alla fine degli anni settanta.
Il nome più noto tra quelli degli artisti pubblicati dalla Una è quello di Goran Kuzminac, bravo chitarrista di finger-picking, che proprio con Micocci incise le sue canzoni più celebri (come Stasera l'aria è fresca, Ehi, ci stai e Stella del nord). Gli altri artisti della Una sors coniuxit erano: Gaio Chiocchio, coautore di molti brani di Amedeo Minghi tra cui la celeberrima "1950", Alberto Beltrami con la discussa "Non ti drogare" del festival di San Remo 1980, Lino Rufo, Gepi Patota, Emilio lo Curcio, e anche Roberto Kunstler, paroliere e coautore di Sergio Cammariere.

### La crisi
Nel 1987 la BMG rileva la RCA internazionale e, quindi, anche la RCA Italiana: decide quindi di non rinnovare più gli accordi con la It.
La famiglia Micocci cerca quindi nuovi partner, e li individua nel gruppo Virgin, etichetta discografica inglese nata nel 1973 che ha deciso alla fine degli anni ottanta di entrare nel mercato italiano con una propria filiale.
Il tipo di accordo ricalca quello di vent'anni prima con la RCA, ma mancano, in questo periodo, i nomi di successo come erano stati anni prima Venditti e De Gregori: nei primi anni novanta Micocci tentò il lancio di giovani cantautori come Marco Conidi o di cantanti come la molto dotata vocalmente Francesca Schiavo, ma i risultati furono inferiori alle aspettative.

## Autobiografia
Nel 2009 il discografico pubblica una autobiografia dal titolo. Vincenzo io ti ammazzerò, edita da Coniglio editore, in cui la prefazione è scritta proprio da Alberto Fortis(ISBN 978-88-6063-190-9)

## Nella cultura di massa
Micocci è il protagonista della canzone Milano e Vincenzo, scritta da Alberto Fortis nel 1978: in precedenza infatti il cantautore piemontese aveva contattato la It, registrando anche alcuni provini che però Micocci decise di non pubblicare, scatenando il risentimento di Fortis. Dopo oltre 32 anni, il 12 novembre 2010 Alberto Fortis è ospite nel programma televisivo I migliori anni di Carlo Conti, in cui si esibisce con una versione modificata di Milano e Vincenzo, cantando "Vincenzo io ti abbraccerò", una pubblica riconciliazione con il discografico scomparso una settimana prima.